# 蔡銓
蔡銓（1477年—？），字選之，河南開封府祥符縣人，民籍，明朝政治人物。

## 生平
弘治十一年（1498年）戊午科河南鄉試第七十六名舉人。弘治十五年（1502年）中式壬戌科會試第二百八十九名，三甲第四名進士。

## 家族
曾祖蔡文善，監察御史；祖父蔡用宜；父蔡珣，母杜氏。具庆下。兄蔡鐸（進士）。